# Attila Ábrahám
Attila Ábrahám (n. 29 aprilie 1967, Kapuvár, Győr-Moson-Sopron, Ungaria) este un caiacist ce a reprezentat Ungaria, medaliat olimpic. A participat la două ediții ale Jocurilor Olimpice (1988, 1992) în care a câștigat o medalie de aur, o medalie de argint și o medalie de bronz.